# Henry Braham
Henry Braham est un directeur de la photographie né le 30 octobre 1965 en Angleterre.

## Filmographie

### Cinéma

#### Longs métrages
- 1992 : Soft Top Hard Shoulder de Stefan Schwartz
- 1993 : Beauty and the Beasts (documentaire) de Bill Butt
- 1994 : Solitaire for 2 de Gary Sinyor
- 1997 : Pour l'amour de Roseanna (Roseanna's Grave) de Paul Weiland
- 1997 : Shooting Fish de Stefan Schwartz
- 1998 : Trois Anglaises en campagne (The Land Girls) de David Leland
- 1998 : Vieilles Canailles (Waking Ned) de Kirk Jones
- 2001 : Vérité apparente (The Invisible Circus) d'Adam Brooks
- 2001 : Crush : Le Club des frustrées (Crush) de John McKay (en)
- 2003 : Bright Young Things de Stephen Fry
- 2005 : Nanny McPhee de Kirk Jones
- 2006 : Flyboys de Tony Bill
- 2007 : À la croisée des mondes : La Boussole d'or (The Golden Compass) de Chris Weitz
- 2009 : Everybody's Fine de Kirk Jones
- 2016 : Tarzan (The Legend of Tarzan) de David Yates
- 2016 : Branagh Theatre Live: The Entertainer de Benjamin Caron
- 2017 : Les Gardiens de la Galaxie Vol. 2 (Guardians of the Galaxy Vol. 2) de James Gunn
- 2019 : Georgetown de Christoph Waltz
- 2019 : Maléfique : Le Pouvoir du mal (Maleficent: Mistress of Evil) de Joachim Rønning
- 2021 : The Suicide Squad de James Gunn
- 2023 : Les Gardiens de la Galaxie Vol. 3 (Guardians of the Galaxy Vol. 3) de James Gunn
- 2023 : The Flash d'Andrés Muschietti
- 2024 : Road House de Doug Liman
- 2024 : The Instigators de Doug Liman
- 2025 : Superman de James Gunn

#### Courts métrages
- 1994 : Home Away from Home
- 1995 : The Short Walk
- 2011 : Astonish Me
- 2011 : The Uncertainty Principle
- 2012 : The Clear Road Ahead

### Télévision

#### Séries télévisées
- 1998 : The Comic Strip Presents... (épisode Four Men in a Car)
- 2002 : Shackleton, aventurier de l'Antarctique (mini-série) (2 épisodes)
- 2009 : 10 Minute Tales (épisode Statuesque)
- 2015 : The Bastard Executioner (mini-série) (2 épisodes)

#### Téléfilms
- 1996 : Giving Tongue de Stefan Schwartz